# Meteorite Breed
Meteorite Breed (メテオド?, Meteodo) è un manga scritto e illustrato da Haruka Shii. Esso è stato serializzato sulla rivista Weekly Shōnen Sunday di Shogakukan tra il 2007 e il 2008 e in seguito raccolto in quattro volumi tankōbon. L'edizione italiana è stata pubblicata dall'etichetta J-Pop di Edizioni BD dal 18 gennaio al 15 novembre 2009.

## Trama
Trent'anni prima dell'inizio della storia una serie di meteoriti sono piovuti sul pianeta Terra, distruggendo gran parte della civiltà. Decenni dopo, piccoli gruppi di umanità iniziano la ricostruzione del pianeta e piano piano le grandi civiltà iniziano a riemergere.
L'influenza delle meteoriti ha provocato e continua a produrre grandi cambiamenti nella fauna e flora del pianeta, costringendo gli esseri umani a istituire organi di controllo per tenere sott'occhio i pericolosi cambiamenti causati dalle meteoriti. Alcuni nuovi nati tra gli esseri umani stessi sembrano esser stati contaminati a causa della costante influenza aliena esercitata dalla pioggia ormai vecchia di 30 anni. Questi ragazzini vengono così definiti Meteod ovvero Meteorite Breed, la progenie delle meteoriti.
Tooi, il protagonista, è un ragazzino di 14 anni ancora immaturo e infantile e uno dei tanti Meteod. Oltre ad avere una spiccata abilità nell'intuire i sentimenti di chi gli sta a fianco, possiede delle capacità non comuni e soprattutto sembra essere un Meteod alquanto speciale.

## Personaggi
- Tooi Asaba

Il protagonista della vicenda, è un ragazzino di 14 anni ancora immaturo e infantile che adora mangiare, e uno dei tanti Meteod.
- Nadeshiko Asaba

Una donna misteriosa che sta cercando residui delle meteoriti cadute trent' anni prima della vicenda.
- Taguchi